# Eurytoma xanthopus
Eurytoma xanthopus är en stekelart som beskrevs av Cameron 1905. Eurytoma xanthopus ingår i släktet Eurytoma och familjen kragglanssteklar. Inga underarter finns listade i Catalogue of Life.